# El Forn de Santa Llúcia
El Forn de Santa Llúcia és una masia del municipi de Rajadell (Bages) inclosa en l'Inventari del Patrimoni Arquitectònic de Catalunya.

## Descripció
És una masia de planta basilical, orientada a migdia i coberta a dos vessants, amb el carener perpendicular a la façana principal. Annexes a la masia hi ha dependències per graners i corts que formen un pati rectangular que acull també, la capella de Santa Llúcia. L'edifici és totalment arrebossat i pintat de blanc. Les obertures de portes, finestres i balcons es reparteixen equilibradament pels murs de l'edifici, amb llindes de pedra.

## Història
El Monestir de Monges de Sta. Llúcia és documentat a partir del segle xiii; ocuparen la casa fins al segle xvi. A partir del 1573 el senyor de Rajadell hi va establir a Joan Bassa, vidrier, esdevenint des d'aleshores el Forn de Santa Llúcia. A partir del segle xvi la casa fou habitada per masovers i el forn de vidre va constituir la unitat industrial més important de Rajadell fins al segle xx. Hi arribaren a treballar 80 homes entre vidriers, llenyataires, traginers i treballadors.